# Mont Logan
El Mont Logan és la muntanya més alta del Canadà i la segona més alta de tota Amèrica del Nord després del Denali (McKinley), a Alaska. Forma part de les muntanyes Saint Elias, al sud-oest del Yukon, prop de la frontera amb Alaska i l'oceà Pacífic. Fou batejat en honor de William Edmond Logan, un geòleg canadenc fundador de la Comissió Geològica del Canadà (CGC).
Actualment està protegit dins el Reserva i Parc Nacional de Kluane.
Hi neixen les geleres de Hubbard i Logan.
Té la base més ampla de tota muntanya de la Terra.
Abans del 1992 l'alçada exacta del Mont Logan era desconeguda i s'estimava entre els 5.949 metres i els 6.050 metres. Llavors una expedició de la CGC i en fixà l'amidament actual tot usant GPS. Tanmateix, arran d'aixecaments tectònics, el Mont Logan encara creix actualment.
Les temperatures hi són extremadament fredes. El 26 de maig de 1991 s'hi enregistraren -77,5 °C, la temperatura més freda mai registrada fora de l'Antàrtida. Tanmateix no es compta amb la temperatura més baixa de tota Amèrica del Nord perquè fou registrada a una altitud molt elevada.
El mont Logan és una muntanya massiva, probablement la més gran en circumferència entre les formes de relleu no volcànic, i onze dels seus cims s'eleven a més de 5.000 metres d'altitud al llarg d'una carena principal que s'estén al llarg de setze quilòmetres. Continua augmentant sota la influència de la tectònica i el moviment cap al nord de la placa del Pacífic contra la placa nord-americana. El maig de 1992, una expedició del Geological Survey of Canada va pujar al cim i va mesurar amb el GPS la seva altitud exacta, confirmant que no superava els 6000 metres.
Es considera que el massís del Mont Logan conté tots els pics dels voltants amb menys de 500 m de prominència relativa, d'acord amb la llista següent:
| Pic                        | metres | Latitud (N) | Longitud (W) |
| -------------------------- | ------ | ----------- | ------------ |
| Mont Logan (pic principal) | 5.959  | 60°34′02″   | 140°24′10″   |
| Philippe Peak (oest)       | 5.925  | 60°34′45″   | 140°25′56″   |
| Stuart Peak (Est)          | 5.900  | 60°34′32″   | 140°21′55″   |
| Houston's Peak             | 5.720  | 60°35′06″   | 140°27′13″   |
| Prospector Peak            | 5.644  |             |              |
| AINA Peak                  | 5.630  |             |              |
| Russell Peak               | 5.570  | 60°35′35″   | 140°28′02″   |
| Tudor Peak (Nord)          | 5.559  | 60°36′59″   | 140°25′56″   |
| Saxon Peak (Nord-est)      | 5.490  | 60°36′59″   | 140°29′28″   |
| Queen Peak                 | 5.380  |             |              |
| Capet Peak (Nord-oest)     | 5.280  |             |              |
| Catenary Peak              | 4.097  |             |              |
| Teddy Peak                 | 3.956  |             |              |

## Descobriment i denominació
El mont Logan no és fàcilment visible des de les terres baixes circumdants o la costa, a causa de la seva posició al cor de les muntanyes de Saint Elias, encara que es pot veure des de 200 km al mar. El seu primer albirament va ser l'any 1890 per Israel C. Russell, durant una expedició al proper mont Saint Elias, des de la cresta dels Pinnacle Pass Hills (60° 9.5′ N, 140° 18′ O / 60.1583°N,140.300°O). Va escriure: "Els núvols que es van separar cap al nord-est van revelar diversos cims gegants que no s'havien vist abans. Un desconegut, que s'alçava en tres cúpules blanques molt per sobre dels núvols, era especialment magnífic". Russell va donar a la muntanya el seu nom actual.
El 1894 es va determinar que l'elevació del mont Logan era d'uns 5.950 m, cosa que el convertia en el cim més alt conegut d'Amèrica del Nord en aquell moment. El 1898 es va determinar que Denali era més alt.

## Intents d'ascens

### Primera ascensió

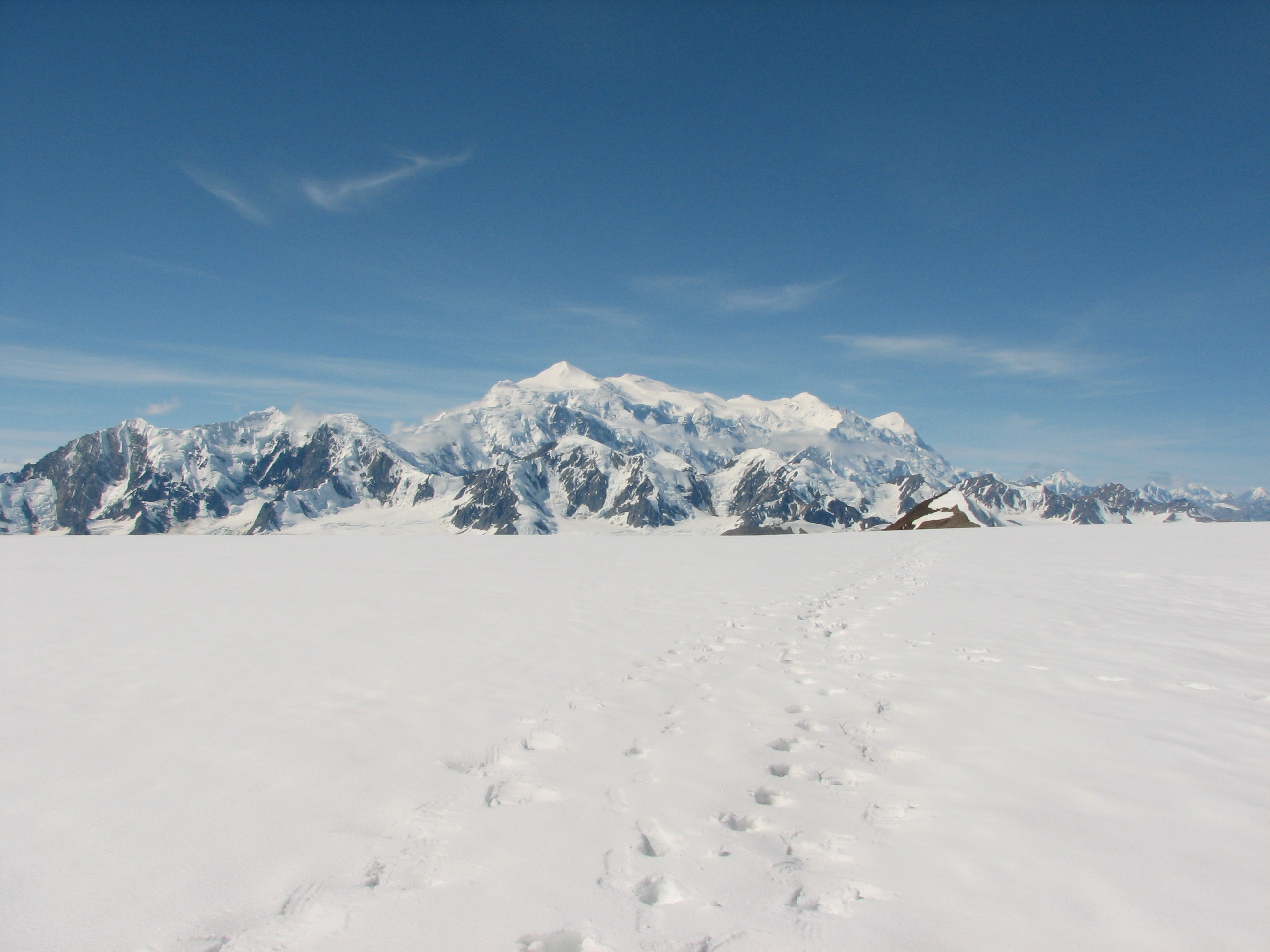
El mont Logan des del nord-est, vist des del camp de gel de Kluane

El 1922, un geòleg es va acostar al Club Alpí del Canadà amb el suggeriment que el club enviés un equip a la muntanya per arribar al cim per primera vegada. Es va reunir un equip internacional d'escaladors canadencs, britànics i nord-americans i inicialment havien planificat el seu intent el 1924, però els retards en el finançament i la preparació van ajornar el viatge fins al 1925. L'equip internacional d'escaladors va començar el seu viatge a principis de maig, travessant el continent des de la costa del Pacífic amb tren. Després van caminar els 200 km fins a 10 km de la glacera Logan on van establir el camp base. A la tarda del 23 de juny de 1925, Albert H. MacCarthy (líder), HF Lambart, Allen Carpé, WW Foster, Norman H. Read i Andy Taylor es van situar al capdavant per primera vegada. Havien trigat 65 dies a apropar-se a la muntanya des de la població més propera, McCarthy, al cim i tornar, amb tots els escaladors intactes, tot i que alguns d'ells van patir congelacions greus.

### Subsegüents ascensions i intents notables

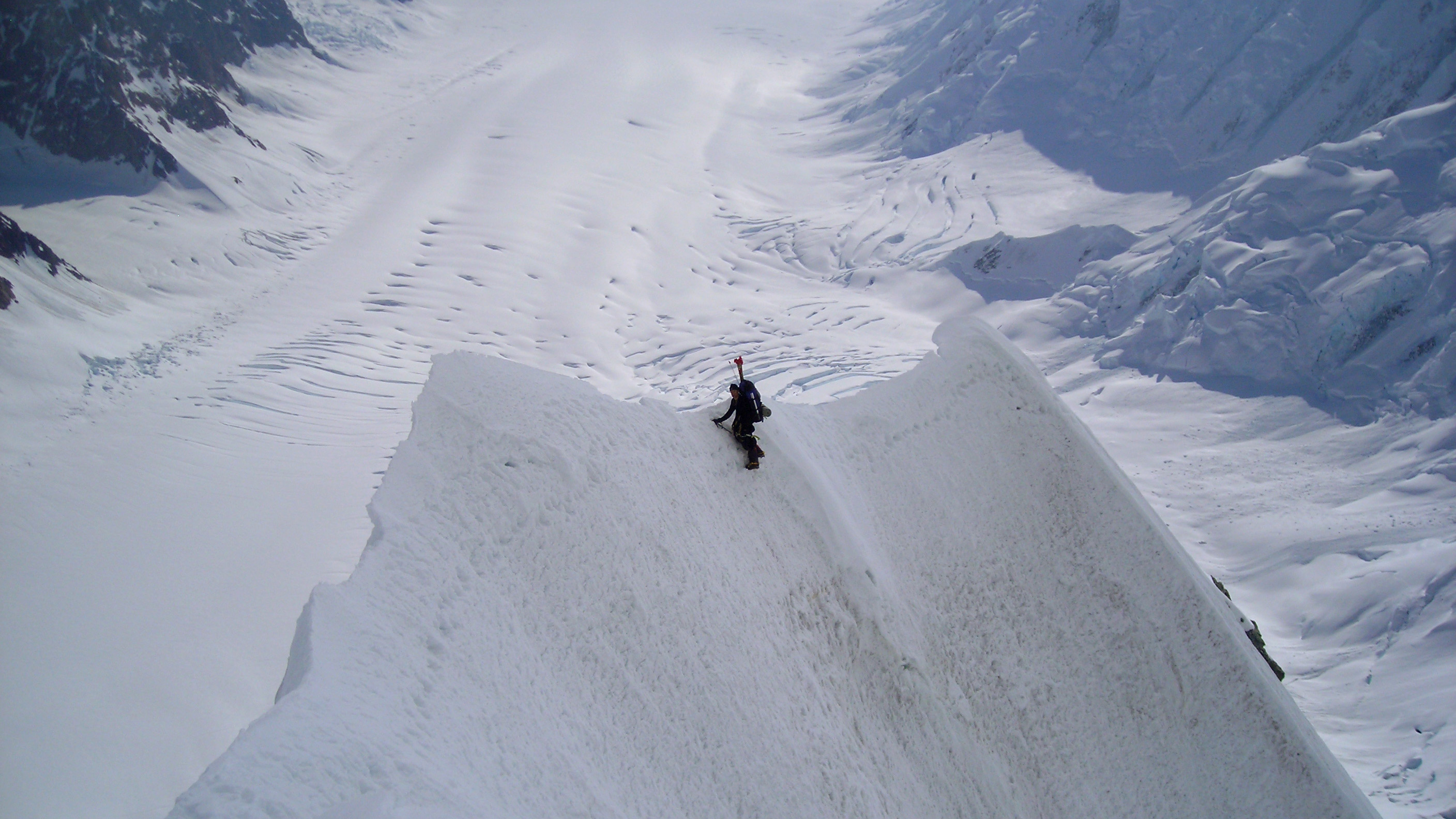
Un escalador a la cresta del ganivet (cresta est)

- 1957 East Ridge. Don Monk, Gil Roberts i tres més (EUA) van assolir l'East Peak el 19 de juliol després d'una escalada de 24 dies.[27]
- 1959 East Ridge, segona ascensió i primera ascensió d'estil alpí, Hans Gmoser i cinc més (Canadà). Començant des del llac Kluane, van caminar i esquiar 100 milles (160 km) per arribar a la base de la muntanya. Van pujar per la carena en sis dies i van pujar el cim al Cim Est el 12 de juny.
- 1965 Hummingbird Ridge (South Ridge). Dick Long, Allen Steck, Jim Wilson, John Evans, Franklin Coale Sr. i Paul Bacon (EUA) durant 30 dies, de mitjans de juliol a mitjans d'agost. Fred Beckey va comentar: "Quan van tornar, no ens podíem creure que haguessin escalat aquella cosa. No pensàvem tenir cap oportunitat".[28] Apareix a Fifty Classic Climbs of North America. A partir del 2021, l'ascens no es va repetir.
- A l'agost de 1967, Daniel C. Taylor va fer el primer descens d'esquí de la muntanya en dues etapes al cim principal fins a la glacera Kluane[29]
- 1977 Warbler Ridge. Dave Jones, Frank Baumann, Fred Thiessen, Jay Page (tots del Canadà) i Rene Bucher (suís) en 22 dies.[30]
- 1978 West Ridge. Steve Davis (WA), Jon Waterman, George Sievewright, Roger Hurt (NH). Pujada a la cresta en 27 dies "a l'estil càpsula".
- 1979 "Northwest Ridge" Michael Down (CA), Paul Kindree, John Howe, Reid Carter i John Wittmayer van pujar al cim durant 22 dies, arribant al màxim el 19 de juny.
- 1979 Ridge sud-sud-oest. Raymond Jotterand (CA), Alan Burgess, Jim Elzinga i John Lauchlan van assolir el cim després de 15 dies d'escalada el 30 de juny i l'1 de juliol.
- 1987 Primera ascensió a l'hivern de Todd Frankiewicz, Willy Hersman, Steve Koslow, George Rooney, Vernon Tejas i John Bauman a través de la ruta de la trinxera del rei el 16 de març.
- 1987 David Cheesmond i Catherine Freer van desaparèixer mentre intentaven repetir el Hummingbird Ridge.
- El 6 de juny de 1992, una expedició patrocinada per la Royal Canadian Geographic Society va confirmar l'alçada del mont Logan mitjançant GPS. El líder va ser Michael Schmidt, amb Lisel Currie, Leo Nadeay, Charlie Roots, JC. Lavergne, Roger Laurilla, Pat Morrow, Karl Nagy, Sue Gould, Alan Björn, Lloyd Freese, Kevin McLaughlin i Rick Staley.[31]
- 2005 finals de maig. Tres escaladors de l'equip de rescat de North Shore amb seu a Vancouver es van quedar encallats a la muntanya. Una operació conjunta de les forces canadenques i americanes va rescatar els tres escaladors i els va portar a Anchorage, Alaska, per tractar les congelacions.
- 23 de maig de 2017. Naomi Prohaska, de 15 anys, va assolir el cim, la persona més jove a fer-ho. Va formar part d'un equip dirigit pel seu pare.[32]
- 14 de juny de 2018. El primer equip de veterans dels Estats Units arriba al cim. L'equip de sis persones no estava guiat i formava part de l'organització sense ànim de lucre dels Estats Units Veterans Expeditions.[33]

Vista 3D de Mount Logan

## Regles d'escalada
El gener de 2020, a causa del cost elevat de les operacions de recerca i rescat dels darrers anys, Parks Canada va anunciar noves regles per escalar el mont Logan:
- No hi haurà expedicions en solitari
- No hi haurà expedicions d'hivern (que també inclou tot el parc nacional de Kluane)
- Els escaladors han de tenir una assegurança per cobrir les despeses de recerca i rescat.[34]

Hi ha hagut vuit missions de rescat en els últims set anys al parc nacional de Kluane. Cada missió sol costar entre 60.000 i 100.000 dòlars CAD, que paguen els contribuents canadencs. Un portaveu de Parks Canada va dir que les noves regles serveixen per ajudar a reduir la càrrega financera per als contribuents.

## Proposta de canvi de nom
Després de la mort de l'antic primer ministre canadenc Pierre Trudeau, el llavors primer ministre i amic de Trudeau Jean Chrétien sospesà rebatejar la muntanya com a Mont Trudeau, però davant l'oposició de la gent del Yukon, alpinistes, geòlegs, adversaris polítics de Truedau i molts d'altres canadencs es veié forçat a abandonar el pla. Una muntanya a la serralada Premier de la Colúmbia Britànica es va anomenar però, Mount Pierre Elliott Trudeau.